# Wildseeloderhaus
Das Wildseeloderhaus ist eine Schutzhütte der Sektion Fieberbrunn des Österreichischen Alpenvereins und liegt unterhalb des Wildseeloders in den Kitzbühler Alpen in Österreich.

## Lage
Die Hütte liegt in einer Karmulde an einem kleinen Bergsee, dem Wildsee, zwischen den Gipfeln Henne und Wildseeloder oberhalb von Fieberbrunn im Pillerseetal. Sie ist Ausgangspunkt für viele Touren in den östlichen Kitzbühler Alpen. Das Haus ermöglicht einen Ausblick zu den Südabstürzen der Loferer Steinberge.

## Geschichte
Erbaut wurde die Schutzhütte 1892 gemeinsam von der Sektion Fieberbrunn des DuOeAV und dem Verschönerungsverein Fieberbrunn. Seit 1899 ist der Alpenverein alleiniger Besitzer der Hütte. 1963 wurde die Kapelle erneuert, 1970 die ganze Hütte umgebaut und erweitert. Ein weiterer Umbau erfolgte im Jahr 2008.

## Zustiege
- bei Seilbahnbenützung bis zum Lärchfilzkogel (1654 m) in 1½ Stunden ab Seilbahnstation.
- von Fieberbrunn in 3½ h über den AV-Weg 711
- von der Lärchfilzhochalm in 1½ -2 Stunden.

## Tourenmöglichkeiten
- auf den Hausberg Wildseeloder (2119 m), Gehzeit: 1 Stunde
- auf die Henne (2074 m), Gehzeit: 30 Minuten
- Klettersteig auf die Henne ab Bergstation Reckmoos, Gehzeit: 1 Stunde
- auf den Mahdstein (2063 m), Gehzeit: 2 Stunden
- auf den Bischof (2127 m), Gehzeit: 3 Stunden
- auf den Gebra (2054 m), Gehzeit: 3½ Stunden
- Höhenweg zum Kitzbüheler Horn, Gehzeit: 8 Stunden
- Fieberbrunner Höhenweg, Gehzeit: 5 Stunden

## Übergänge zu Nachbarhütten
- über Hochwildalmhütte zur Bochumer Hütte, 1432 m, Gehzeit: 7 Stunden
- über AV Weg 711 zur Hochwildalmhütte, 1557 m, Gehzeit: 3½ Stunden
- über Blumenweg zur Hochhörndler Hütte, 1809 m, Gehzeit: 1 Stunde